# Вибухова станція
Вибухова станція, мінна станція (рос. взрывная станция (минная станция), англ. blasting station, нім. Zündpunkt, Zündstation) — змонтований в ящику, що запирається, пристрій для підключення вибухової мережі до освітлювально-силової, яке складається з одного або декількох рубильників, сигнальної лампочки, та електровимірювальних приладів.